# Такалані Ндлову
Такалані Ндлову (англ. Takalani Ndlovu; 11 січня 1978) — південноафриканський професійний боксер, чемпіон світу за версіями IBF (2011—2012) та IBO (2005—2007) у другій легшій вазі.

## Професіональна кар'єра
1999 року дебютував на професійному рингу. Впродовж 1999—2004 років провів 26 поєдинків, з яких лише два проходили не у ПАР.
31 листопада 2002 року завоював титул чемпіона ПАР в напівлегкій вазі, який впродовж 2002—2004 років захистив п'ять разів. 7 лютого 2004 року вийшов на бій проти чемпіона світу за версією IBO в напівлегкій вазі Вуяні Бунгу (ПАР), з яким вже зустрічався в нетитульному поєдинку 2003 року, і вдруге програв йому розділеним рішенням.
4 листопада 2005 року в своєму першому у США бою проти Армандо Герреро (Мексика) одностайним рішенням суддів завоював вакантний титул чемпіона світу за версією IBO у другій легшій вазі.
Провівши три успішних захисти титулу IBO, 14 липня 2007 року вийшов на бій проти чемпіона IBF в другій легшій вазі Стіва Молітора (Канада) і програв технічним нокаутом в дев'ятому раунді.
Здобувши одну проміжну перемогу, 22 серпня 2008 року вийшов на бій за вакантний титул чемпіона світу за версією IBO в напівлегкій вазі проти мексиканця Фернандоа Бельтрана і програв розділеним рішенням.
В наступному бою 20 березня 2009 року в бою проти співвітчизника Оскара Чауке завоював титул чемпіона світу за маловідомою версією WBF в напівлегкій вазі. 25 вересня 2009 року здобув перемогу одностайним рішенням над іспанцем Кіко Мартінесом.
27 березня 2010 року в бою за вакантний титул чемпіона світу за версією IBF в другій легшій вазі вдруге зустрівся зі Стівом Молітором і програв одностайним рішенням суддів.
1 вересня 2010 року в бою за статус обов'язкового претендента на титул IBF в другій легшій вазі переміг розділеним рішенням співвітчизника Джеффрі Матебулу і 26 березня 2011 року втретє зустрівся в бою зі Стівом Молітором. Здобувши перемогу одностайним рішенням, завоював титул чемпіона світу за версією IBF у другій легшій вазі. Провівши один успішний захист, 23 березня 2013 року втратив титул чемпіона, програвши Джеффрі Матебула одностайним рішенням суддів.